# Seznam Osmanů

Velký znak Osmanské říše

Toto je seznam významných lidí, kteří žili v Osmanské říši (1299–1922). Někteří z nich žili v Osmanské říši až těsně před rozpadem říše a žili poté v exilu nebo v nově vzniklém Turecku.

## Sultáni
- Osman I.
- Orhan I.
- Murad I.
- Bájezíd I.
- Mehmed I.
- Murad II.
- Mehmed II.
- Bájezíd II.
- Selim I.
- Sulejman I.
- Selim II.
- Murad III.
- Mehmed III.
- Ahmed I.
- Mustafa I.
- Osman II.
- Murad IV.
- Ibrahim I.
- Mehmed IV.
- Sulejman II.
- Ahmed II.
- Mustafa II.
- Ahmed III.
- Mahmud I.
- Osman III.
- Mustafa III.
- Abdulhamid I.
- Selim III.
- Mustafa IV.
- Mahmut II.
- Abdülmecid I.
- Abdulaziz
- Murad V.
- Abdulhamid II.
- Mehmed V.
- Mehmed VI.

## Matky Osmanských sultánů a nositelky titulu "Valide Sultan"
- Malhun Hatun
- Nilüfer Hatun
- Gülçiçek Hatun
- Devlet Hatun
- Emine Hatun
- Hüma Hatun
- Emine Gülbahar Hatun
- Gülbahar Hatun
- Ayşe Hafsa Sultan
- Hürrem Sultan (Roxolana)
- Nurbanu Sultan
- Safiye Sultan
- Handan Sultan
- Alime Sultan
- Mahfiruz Hatice Sultan
- Kösem Sultan
- Turhan Hatice Sultan
- Saliha Dilaşub Sultan
- Hatice Muazzez Sultan
- Emetullah Rabia Gülnûş Sultan
- Saliha Sultan
- Șehsuvar Sultan
- Emine Mihrişah Sultan
- Rabia Șermi Sultan
- Mihrişah Sultan
- Ayşe Seniyeperver Sultan
- Nakşidil Sultan
- Bezmiâlem Sultan
- Pertevniyal Sultan
- Şevkefza Sultan
- Tirimüjgan Kadınefendi
- Rahime Perestu Sultan
- Gülcemal Kadınefendi
- Gülüstü Kadınefendi

## Mužští členové dynastie (mimo sultány)
- Ertuğrul
- Alaeddin Paša
- Süleyman Paša
- Şehzade Halil
- Savcı Bey
- Süleyman Çelebi
- İsa Çelebi
- Musa Çelebi
- Mustafa Çelebi
- Küçük Mustafa
- Cem Sultan
- Şehzade Ahmet
- Şehzade Korkut
- Şehzade Mustafa
- Şehzade Bayezid
- Sultan Yahya
- Yusuf Izzettin Efendi
- Abdulmecid II.
- Ahmed IV. Nihad
- Osman IV. Fuad
- Mehmed Abdulaziz II.
- Ali Vâsib
- Mehmed VII. Orhan
- Ertuğrul Osman V.

## Významné ženy v Osmanské dynastii (mimo princezny a matky sultánů)
- Asporça Hatun
- Eftandise Hatun
- Theodora Hatun
- Despina Hatun
- Maria Thamara Hatun
- Hafsa Hatun
- Hatice Halime Hatun
- Meryem Hatun
- Gülşah Hatun
- Sittişah Hatun
- Çiçek Hatun
- Nigar Hatun
- Şirin Hatun
- Gülruh Hatun
- Bülbül Hatun
- Hüsnüşah Hatun
- Ferahşad Hatun
- Mahidevran Gülbahar Sultan
- Şemsiruhsar Hatun
- Akile Hatun
- Hümaşah Sultan

## Sultánky (dcery sultánů)
- Adile Sultan
- Aliye Sultan
- Ayşe Sultan (dcera Bayezida II.)
- Ayşe Sultan (dcera Murada III.)
- Behice Sultan
- Beyhan Sultan (dcera Mustafy III.)
- Beyhan Sultan (dcera Selima I.)
- Cemile Sultan
- Esma Sultan (dcera Abdülazize)
- Esma Sultan (dcera Abdulhamida I.)
- Esma Sultan (dcera Ahmeda III.)
- Fatma Sultan (dcera Abdülmecida I.)
- Fatma Sultan (dcera Ahmeda I.)
- Fatma Sultan (dcera Ahmeda III.)
- Fatma Sultan (dcera Selima I.)
- Fehime Sultan
- Gevherhan Sultan (dcera Ahmeda I.)
- Gevherhan Sultan (dcera Mehmeda II.)
- Gevherhan Sultan (dcera Selima II.)
- Hamide Ayşe Sultan
- Hatice Sultan (dcera Ahmeda III.)
- Hatice Sultan (dcera Selima I.)
- Hatice Sultan (dcera Mustafy III.)
- Ismihan Sultan
- Kaya Sultan
- Mediha Sultan
- Mihrimah Sultan
- Münire Sultan
- Naile Sultan
- Nefise Hatun
- Raziye Sultan
- Rukiye Sabiha Sultan
- Saliha Sultan (dcera Ahmeda III.)
- Saliha Sultan (dcera Mahmuda II.)
- Seniha Sultan
- Şah Sultan (dcera Selima I.)
- Şah Sultan (dcera Selima II.)
- Şehzade Sultan
- Ümmügülsüm Sultan

## Krymští chánové
- Mengli I. Geraj
- Mehmed I. Geraj
- Sahib I. Geraj
- Devlet I. Geraj
- Mehmed IV. Geraj
- Islam III. Geraj
- Adil Geraj
- Selim I. Geraj
- Devlet II. Geraj
- Şahin Geraj

## Rebelové
- Sheikh Bedrettin
- Torlak Kemal
- Börklüce Mustafa
- Şahkulu
- Celal
- Baba Zinnun
- Kalender Çelebi
- Karayazıcı
- Abaza Mehmet Paša
- Patrona Halil
- Kabakçı Mustafa
- Tepedelenli Ali Paša
- Kavalalı Mehmed Ali Paša
- Atçalı Kel Mehmet